# Rafael Chiarella
Rafael Chiarella Neto (São Paulo, 17 de janeiro de 1935 — São Paulo, 27 de outubro de 1980) mais conhecido como Rafael Chiarella, foi um futebolista brasileiro que atuava como meia. Foi uma das principais revelações da história do Corinthians, sendo tratado na época como "Menino de ouro".

## Carreira
Descendente de italianos, Rafael Chiarella nasceu no tradicional bairro do Brás. Revelado em 1954, Rafael ficou por vários anos no Corinthians, ganhando diversos títulos, ficando por lá até cerca de 1963. Depois, encerrou sua carreira no Juventus, da Mooca.
Faleceu no dia 27 de outubro de 1980, vítima de cirrose hepática, aos 45 anos.

## Títulos
Corinthians
- Taça Charles Müller: 1954 e 1958
- Pequena Taça do Mundo: 1953
- Campeonato Paulista: 1954
- Troféu Bandeirante: 1954
- Torneio Internacional Charles Müller: 1955
- Taça o Mais Querido do Brasil: 1955
- Torneio Rio-São Paulo: 1955
- Torneio Início do Campeonato Paulista: 1955
- Copa do Atlântico: 1956
- Torneio de Classificação do Campeonato Paulista: 1957
- Taça dos Invictos: 1957
- Torneio de Brasília: 1958
- Troféu Lourenço Fló Júnior: 1962